# سن بنیتو (سانتاندر)
سن بنیتو (انگلیسی: San Benito, Santander) نام یک منطقه مسکونی در کلمبیا است.